# Djupsjösjäldret
Djupsjösjäldret är en sjö i Krokoms kommun i Jämtland och ingår i Indalsälvens huvudavrinningsområde. Sjön har en area på 0,0844 kvadratkilometer och ligger 379,4 meter över havet. Sjön avvattnas av vattendraget Ytterån (Ålfloån).

## Delavrinningsområde
Djupsjösjäldret ingår i det delavrinningsområde (705169-138814) som SMHI kallar för Inloppet i Acksjön. Medelhöjden är 406 meter över havet och ytan är 3,95 kvadratkilometer. Räknas de 12 avrinningsområdena uppströms in blir den ackumulerade arean 102,37 kvadratkilometer. Ytterån (Ålfloån) som avvattnar avrinningsområdet har biflödesordning 2, vilket innebär att vattnet flödar genom totalt 2 vattendrag innan det når havet efter 319 kilometer. Avrinningsområdet består mestadels av skog (88 procent). Avrinningsområdet har 0,09 kvadratkilometer vattenytor vilket ger det en sjöprocent på 2,2 procent.